# Adriana Nanclares
Adriana Nanclares Romero (Miranda de Ebro, 9 maggio 2002) è una calciatrice spagnola, portiere dell'Athletic Bilbao e della nazionale spagnola.

## Statistiche

### Presenze e reti nei club
Statistiche (parziali) aggiornate al 18 maggio 2025.
| Stagione               | Squadra                | Campionato             | Campionato | Campionato | Coppe nazionali | Coppe nazionali | Coppe nazionali | Coppe continentali | Coppe continentali | Coppe continentali | Altre coppe | Altre coppe | Altre coppe | Totale | Totale |
| Stagione               | Squadra                | Comp                   | Pres       | Reti       | Comp            | Pres            | Reti            | Comp               | Pres               | Reti               | Comp        | Pres        | Reti        | Pres   | Reti   |
| ---------------------- | ---------------------- | ---------------------- | ---------- | ---------- | --------------- | --------------- | --------------- | ------------------ | ------------------ | ------------------ | ----------- | ----------- | ----------- | ------ | ------ |
| 2023-2024              | Athletic Bilbao        | FB                     | 21         | -24        | CR              | 3               | -4              | -                  | -                  | -                  | -           | -           | -           | 24     | -28    |
| 2024-2025              | Athletic Bilbao        | FB                     | 29         | -26        | CR              | 0               | 0               | -                  | -                  | -                  | -           | -           | -           | 29     | -26    |
| Totale Athletic Bilbao | Totale Athletic Bilbao | Totale Athletic Bilbao | 50         | -50        | -               | 3               | -4              | -                  | -                  | -                  | -           | -           | -           | 53     | -54    |
| Totale carriera        | Totale carriera        | Totale carriera        | 50         | -50        | -               | 3               | -4              | -                  | -                  | -                  | -           | -           | -           | 53     | -54    |

### Cronologia presenze e reti in nazionale
| Cronologia completa delle presenze e delle reti in nazionale ― Spagna | Cronologia completa delle presenze e delle reti in nazionale ― Spagna | Cronologia completa delle presenze e delle reti in nazionale ― Spagna | Cronologia completa delle presenze e delle reti in nazionale ― Spagna | Cronologia completa delle presenze e delle reti in nazionale ― Spagna | Cronologia completa delle presenze e delle reti in nazionale ― Spagna | Cronologia completa delle presenze e delle reti in nazionale ― Spagna | Cronologia completa delle presenze e delle reti in nazionale ― Spagna |
| Data                                                                  | Città                                                                 | In casa                                                               | Risultato                                                             | Ospiti                                                                | Competizione                                                          | Reti                                                                  | Note                                                                  |
| --------------------------------------------------------------------- | --------------------------------------------------------------------- | --------------------------------------------------------------------- | --------------------------------------------------------------------- | --------------------------------------------------------------------- | --------------------------------------------------------------------- | --------------------------------------------------------------------- | --------------------------------------------------------------------- |
| 29-11-2024                                                            | Cartagena                                                             | Spagna                                                                | 5 – 0                                                                 | Corea del Sud                                                         | Amichevole                                                            | -                                                                     |                                                                       |
| 3-12-2024                                                             | Nizza                                                                 | Francia                                                               | 2 – 4                                                                 | Spagna                                                                | Amichevole                                                            | -2                                                                    |                                                                       |
| 3-7-2025                                                              | Berna                                                                 | Spagna                                                                | 5 – 0                                                                 | Portogallo                                                            | Euro 2025 - 1° turno                                                  | -                                                                     |                                                                       |
| 7-7-2025                                                              | Thun                                                                  | Spagna                                                                | 6 – 2                                                                 | Belgio                                                                | Euro 2025 - 1° turno                                                  | -2                                                                    |                                                                       |
| 11-7-2025                                                             | Berna                                                                 | Italia                                                                | 1 – 3                                                                 | Spagna                                                                | Euro 2025 - 1° turno                                                  | -1                                                                    |                                                                       |
| Totale                                                                |                                                                       | Presenze                                                              | 5                                                                     |                                                                       | Reti                                                                  | -5                                                                    |                                                                       |

## Palmarès

### Nazionale
- Campionato mondiale under 20: 1

Campione: 2022